# Aeroportul Internațional Mihail Kogălniceanu Constanța
Aeroportul Internațional Mihail Kogălniceanu Constanța (IATA: CND, ICAO: LRCK) este un aeroport din România. Este membru permanent A.C.I. Europe și al Asociației Aeroporturilor din România (AAR). Aici se află Baza 57 Aeriană „Mihail Kogălniceanu”.
Amplasat în partea de N-NV a municipiului Constanța, aeroportul deține o poziție geo-strategică importantă față de obiectivele economice de interes național și internațional, fiind situat la 26 km de Constanța, la 14 km de Canalul Dunăre-Marea Neagră și la aproximativ 100 km de Delta Dunării. De asemenea, aeroportul are conexiuni cu importante căi de transport rutier (drumurile europene E60 și E87), transport feroviar (magistrala de cale ferată București-Fetești-Constanța). Datorită amplasării, el poate deveni un important aeroport de tranzit pentru transportul aerian de mărfuri către Orient și Asia.
Aeroportul este deschis permanent traficului aerian, pe întreaga perioadă a anului și dispune de următoarele facilități: parcare autovehicule 150 de locuri, snack–bar, rent a car, taxi, transport pentru pasageri aeroport-gară, agenție de turism, securizare bagaje, exchange office, ATM, automat de schimb valutar, Internet wireless gratuit, sonorizare ambientală, telefoane publice, automate cafea și băuturi răcoritoare, cabinet medical non-stop, facilități mama și copilul, facilități persoane cu dizabilități, zonă magazine, companii de curierat. 
Activitatea Aeroportului Internațional Mihail Kogălniceanu Constanța este în strânsă legătură cu dezvoltarea economică a regiunii în care este amplasat. Politica flexibilă și stimulativă de tarifare a serviciilor oferite companiilor aeriene, creșterea și diversificarea serviciilor oferite pasagerilor și operatorilor aerieni cât și aplicarea unei politici active de marketing, alcătuiesc strategia de dezvoltare continuă a traficului aeroportuar.
Printre companiile care folosesc aeroportul se numără  Turkish Airlines, Wizz Air. Aeroportul va fi modernizat, în 2012 proiectul fiind finanțat din fonduri europene în valoare de 40 milioane de euro.

## Destinații
| Companie aeriana | Destinații   |
| ---------------- | ------------ |
| Turkish Airlines | Istanbul     |
| Wizz Air         | Londra-Luton |

## Statistici
În anul 2009 aeroportul a avut un trafic de 97 000 de pasageri și un număr de 4500 de mișcări.
|  | Graficele sunt indisponibile din cauza unor probleme tehnice. Mai multe informații se găsesc la Phabricator și la wiki-ul MediaWiki. |

Vezi interogarea Wikidata.
| Anul | Pasageri   | Pasageri | Evoluție | Mișcări aeronave | Mișcări aeronave | Evoluție | Cargo (tone) | Cargo (tone) | Evoluție |
| Anul | comerciali | alții    | Evoluție | comerciale       | alte             | Evoluție | comerciale   | alte         | Evoluție |
| ---- | ---------- | -------- | -------- | ---------------- | ---------------- | -------- | ------------ | ------------ | -------- |
| 2014 | 29.451     | 124.870  |          | 982              | 4.159            |          | 36.200       | 917.000      |          |
| 2015 | 63.329     | 7.836    | ▲ 115%   | 2.227            | 3.043            | ▲ 126,8% | 2.700        | 735.000      | ▼        |
| 2016 | 85.798     | 8.796    | ▲ 35,5%  | 1.279            | 3.180            | ▼ 42,6%  | 0            | 859          | ▼        |
| 2017 | 115.174    | 6.257    | ▲ 34,2%  | 1.593            | 4.885            | ▲ 24,5%  | 0            | 1.011        |          |
| 2018 | 125.320    | 3.915    | ▲ 8,8%   | 1.782            | 5.557            | ▲ 11,9%  | 73           | 813          | ▲        |

### Trafic lunar: 2018 și 2019
| Luna       | Pasageri 2018 | Pasageri 2019 | Comparație (2019 vs. 2018 | Total Pasageri Cumulat |
| ---------- | ------------- | ------------- | ------------------------- | ---------------------- |
| Ianuarie   | 6.126         | 7.143         | ▲ 16,6%                   | 7.143                  |
| Februarie  | 5.521         | 6.542         | ▲ 18,5%                   | 13.685                 |
| Martie     | 6.911         | 6.911         | ▲ 0,0%                    | 20.596                 |
| Aprilie    | 10.282        | 8.662         | ▼ 18,7%                   | 29.258                 |
| Mai        | 10.189        | 11.493        | ▲ 12,8%                   | 40.751                 |
| Iunie      | 14.333        | 12.420        | ▼ 15,4%                   | 53.171                 |
| Iulie      | 22.516        | 18.129        | ▼ 24,2%                   | 71.300                 |
| August     | 25.965        | 22.307        | ▼ 16,4%                   | 93.607                 |
| Septembrie | 15.760        | 13.563        | ▼ 16,2%                   | 107.170                |
| Octombrie  | 9.146         | 10.006        | ▲ 9,4%                    | 117.176                |
| Noiembrie  | 7.029         | 6.785         | ▼ 3,6%                    | 123.961                |
| Decembrie  | 6.296         | 8.052         | ▲ 27,9%                   | 132.013                |